# Черен в клана
„Черен в клана“ (на английски: BlacKkKlansman) е американска биографична криминална драма с елементи на комедия, от 2018 година на режисьора Спайк Лий.

## Сюжет
Внимание:  Текстът по-долу разкрива сюжета на произведението (или части от него)!
През 1972 г. първият черен полицай, Рон Столуърт, се присъединява към полицейското управление на Колорадо Спрингс. Расизмът все още е много силен в САЩ, така че много от колегите на Рон го обиждат заради цвета на кожата му. На един митинг Рон среща очарователната Патрис Дюма, президент на Съюза на черните студенти в колежа в Колорадо. След митинга Столуърт е преместен в отдела за полицейско разузнаване. След като прочита във вестника за местна организация на Ку Клукс Клан, Рон решава да им се обади и да се престори на бял мъж. Излъганите расисти нямат представа, че общуват с чернокожи, напротив, той хвали Рон за „истинската бяла реч“. Рон получава все повече доверие, но скоро става ясно, че трябва да се проведе лична среща с членовете на Клана. Столуърт привлича помощта на колегата си евреин Филип Цимерман, за да го имитира и да се срещне с членове на Клана. Фалшифият Столуърт се среща с Уолтър Брейкуей, президент на Клана на Колорадо Спрингс, както и с няколко други членове на Клана – Феликс Хендриксън, съпругата му Кони и Айвънхоу.
След като се обажда в централата на Ку Клукс Клан в Луизиана, за да ускори членството си, Столуърт започва редовни телефонни разговори с „Великия магьосник“ Дейвид Дюк. Хендриксън подозира Цимерман, че е евреин и се опитва да го принуди да се подложи на полиграфски тест, но Цимерман, с помощта на Столуърт, успява да избегне този капан. Столуърт започва да се среща с Патрис, без да ѝ казва, че е полицай. Докато общува с членове на клана, Рон научава, че двама от клана са служители на НОРАД и той незабавно докладва този факт на военното контраразузнаване.
Дюк скоро посещава Колорадо Спрингс, за да въведе лично Столуърт в Клана. След като Цимерман, маскиран като Столуърт, е иницииран, Кони Кендриксън пътува до митинг за граждански права, организиран от чернокожи активисти, за да заложи взривно устройство. Истинският Столуърт разбира нейните намерения и предупреждава полицията, която засилва охраната на митинга. Когато Кони вижда, че на митинга има много полиция, тя решава да приложи резервен план. Тя се отправя към къщата на Дюма и оставя бомбата под колата ѝ, защото не може да я постави в пощенската кутия. Столуърт се опитва да я задържи, но полицаи арестуват Рон и го бият, въпреки че той се опитва да им обясни, че работи под прикритие.
Уокър, който е направил взривните устройства, разпознава Цимерман (който веднъж го арестува) и веднага казва на Хендриксън, че „Столуърт“ е полицай и евреин. Уокър, Хендриксън и Айвънхоу отиват с колата до къщата на Дюма и паркират до колата, под която Кони е скрила експлозивите. Когато активират устройството, и тримата са убити от близка експлозия. Цимерман пристига и освобождава Столуърт от ръцете на полицията и арестува Кони Хендриксън.
Столуърт празнува успеха си с Дюма, когато се появява полицай Ландърс и започва да ги преследва, признавайки за нападението си срещу Патрис. Столуърт показва на Ландърс, че има инсталирано подслушване, с помощта на което се записват всички признания на Ландърс. Началникът на полицията Бриджис скоро пристига и арестува Ландерс за жестокост и незаконно преследване. По-късно Бриджис поздравява Столуърт и Цимерман за успеха им, но им нарежда да спрат разследването и да унищожат всички аудиозаписи на разговори с членове на Клана. Самият Дюк се обажда на Столуърт, злобно го обижда и затваря телефона.
По-късно, докато Дюма и Столуърт обсъждат бъдещето си, разговорът им е прекъснат от почукване на вратата. През прозорец в коридора те виждат пламтящ кръст на хълма, заобиколен от членове на Клана. Да, една от битките за граждански права е спечелена, но войната срещу расизма продължава.

## Актьорски състав
| Актьор                | Роля                                                  |
| --------------------- | ----------------------------------------------------- |
| Джон Дейвид Уошингтън | полицейски детектив Рон Столуърт                      |
| Адам Драйвър          | полицейски детектив Филип „Флип“ Цимерман             |
| Лора Хариер           | Патрис Дюма – активистка за правата на чернокожите    |
| Тофър Грейс           | Дейвид Дюк                                            |
| Джаспер Пяякконен     | Феликс Кендриксън – член на Клана, психопат           |
| Райън Егголд          | Уолтър Брейкуей – лидерът на Клана в Колорадо Спрингс |
| Пол Уолтър Хаузър     | Айвънхоу – член на Клана                              |
| Ашли Аткинсън         | Кони Кендриксън – член на Клана, съпругата на Феликс  |
| Кори Хокинс           | Стоукли Кармайкъл                                     |
| Майкъл Бушеми         | Джими Крийк                                           |
| Кен Гарито            | сержант Трап                                          |
| Робърт Джон Бърк      | шеф Бриджес                                           |
| Фред Уелър            | патрулен полицай Анди Ландърс                         |
| Хари Белафонте        | Джером Търнър                                         |
| Алек Болдуин          | д-р Кенебрю Борегард                                  |
| Исая Уитлок           | Турентин                                              |
| Никълъс Туртуро       | Уокър – член на Клана, специалист по експлозиви       |
| Дамарис Люис          | Одета                                                 |

## Снимачен процес
- Истинският Рон Столуърт запазва членската си карта на Клана. По време на едно от интервютата той я показва на публиката и обяснява, че постоянно я носи в портфейла си.
- Противно на сюжета на филма, истинският Рон Столуърт никога не е използвал „бял“ глас по телефона. Трябвало да използва истинския си глас, иначе лесно щеше да бъде разкрит, ако загуби самообладание и започне да се тревожи.
- Режисьорът Спайк Лий и неговите сценаристи изместват тази история със седем години назад. Това позволява на филма да се позовава на тогавашни филми и президентската кампания на Ричард Никсън, за която се твърди, че Кланът е подкрепял.
- Според редактора на филма Бари Браун във филма няма изтрити сцени.
- Когато продуцентът Джордан Пийл за първи път запознал режисьора Спайк Лий със сюжета на филма, Лий помислил, че това е пародия, но Пийл го убедил, че историята е истинска. Лий се съгласява да режисира, но поставя редица условия на ръководството: да му бъде позволено да включи комедийни елементи във филма и да може да прави паралели във филма със съвременните расови проблеми.
- Филмът е посветен на живота на Хедър Хейър, която е убита от кола по време на протест на 12 август 2017 г. в Шарлотсвил, Вирджиния. Филмът е пуснат в САЩ на 10 август 2018, за да отбележи годишнината от митинга и смъртта на Хейер.
- В интервю актьорът Джон Дейвид Уошингтън казва, че най-трудно за него е било да заснеме сцената на банкета. По-късно Уошингтън се обадил на Рон Столуърт, за да го попита как може да контролира омразата си, когато общува с членове на Клана.
- Един от клиповете, които режисьорът Спайк Лий използва, за да отвори филма, е от легендарния филм „Отнесени от вихъра“ (1939).
- По време на надписите на филма звучи песента Mary Don't Weep на музиканта Принс. Това е неиздаван досега запис от репетиция.
- Към 2019 г. „Черен в клана“ е филмът с най-дългото заглавие от една дума (BlacKkKlansman), номиниран за Оскар за „най-добър филм“.
- Последният кадър от филма е знамето на САЩ в черно и бяло и обърнато. В Съединените щати развяването на знамето с главата надолу е сигнал за бедствие или извънредна ситуация. Когато знамето се развява по този начин по време на протест, това означава политическа или гражданска катастрофа.
- Истинският Дейвид Дюк не разбира, че Рон Столуърт е чернокож, чак до 2006 г., когато репортер на Miami Herald му се обажда и му казва за това.
- В интервю финландският актьор Джаспер Пяякконен казва, че опитът му като свидетел на расизъм всеки ден, докато живее в Америка като тийнейджър, му е помогнал да се подготви за ролята на член на Клана.
- Премиерата на филма е на 14 май 2018 г. на фестивала в Кан, където се състезава за „Златна палма“ и печели Гран при. Режисьорът Спайк Лий получава шестминутни овации след прожекцията на филма.
- Актьорът Тофър Грейс прекарва един месец в проучване на Дейвид Дюк, включително четене на автобиографията му и гледане на видеоклипове с речи на Дюк. Грейс твърди, че Дюк е дори по-расист, отколкото си е представял. В допълнение актьорът открива плашещата способност на Дюк да очарова публиката, въпреки че по време на общуването си Дюк може да разказва най-нелепите слухове за чернокожите.
- Музиката, използвана по време на финалната сцена, е песен, наречена Photo Ops, първоначално създадена от Терънс Бланчард за филма на Спайк Лий „Човек отвътре“ (2006).